# Invader Zim
Invader Zim (pol. Najeźdźca Zim, 2001–2006) – amerykański serial animowany. Nie doczekał się polskiej wersji językowej.

## Fabuła
Serial jest o kosmicie najeźdźcy z planety Irk, imieniem Zim, który pochodzi z rasy Irkenów, kosmitów, którzy podbijają inne planety, a ich hierarchia opiera się na wzroście. Zim po nieudanej próbie operacji "Nadchodząca Zagłada 1" został wygnany, lecz później wrócił na przydzielanie misji do nowej operacji "Nadchodząca Zagłada 2", jednak Wszechmocni Najwyżsi nie chcieli go przyjąć do misji. W końcu, żeby się go pozbyć, przydzielili mu misję najazdu na "tajemniczą planetę", którą okazała się Ziemia. Wszechmocni Najwyżsi przydzielili mu także, ze wszystkich jednostek asystentów robotów SIR, najbardziej zwariowanego robota zrobionego ze złomu, zwanego GIR. Po przybyciu na Ziemię, Zim w swojej bazie (zbudowanej jako dość nietypowy dom) obmyśla plany zawładnięcia planetą, które zazwyczaj nie układają mu się jak należy. Robi wszystko najlepiej jak tylko może, żeby zaimponować Wszechmocnym Najwyższym. W dodatku, żeby jak najlepiej poznać planetę (a przy tym jej słabe punkty) chodzi do szkoły w przebraniu (głównie zakłada szkła kontaktowe i perukę, zaś GIR przebiera się jako zielony pies), ale tam spotyka Diba, chłopca, który interesuje się zjawiskami paranormalnymi i chce udowodnić światu, że Zim jest kosmitą.

## Bohaterowie
- Zim - niezwykle impulsywny kosmita z rasy Irkenów, jest cały zielony, nie ma uszu, ale za to posiada parę małych czułków i ogromne czerwone oczy zajmujące większą część twarzy. Nie jest on zbyt wysoki przez co zajmuje jedno z najgorszych miejsc w społeczeństwie Irkenów, jednak mały wzrost nadrabia wielką starannością, a raczej nadgorliwością, która objawia się we wszystkim co robi, przez co często sprowadza na innych problemy. Jest bardzo nielubiany przez Wszechmocnych Najwyższych, jednak nieświadomy tego kosmita wciąż stara się im zaimponować. Jego marzeniem jest zniszczenie lub podbicie Ziemi oraz uczynienie ludzi niewolnikami, sam siebie widzi w roli kosmicznego przywódcy Irkenów. Najbardziej boi się wykrycia i skończenia jako obiekt badań ludzkich naukowców.
- GIR - to zbudowany ze złomu szalony robot, którego Wszechmocni Najwyżsi stworzyli ze zużytych części, ponieważ obawiali się dać Zimowi prawdziwego, sprawnego robota. GIR należy do klasy SIR, (Standardowy Wyszukiwacz Informacji, ang. Standard Information Retrieval), typu robotów stworzonych i używanych przez rasę Irkenów. GIR ma nietypową jak na maszynę osobowość, (ze względu na stare i wadliwe elementy, z których go poskładano) jest głupi, sprawia wrażenie nieźle stukniętego, z reguły ignoruje polecenia Zima lub wykonuje je nie tak jak trzeba, często przedkłada swoje potrzeby nad rozkazy swojego pana.
- Dib - to chłopak chodzący z Zimem do klasy, ciągle próbuje udowodnić innym prawdziwą tożsamość Zima, co jak na złość nigdy mu się nie udaje. Dib ma czarne, stojące włosy i okrągłe okulary. Jego marzeniem jest zostanie odkrywcą, badaczem zjawisk paranormalnych, sławę chce zdobyć dzięki zdemaskowaniu Zima, często straszy kosmitę sekcją.
- Gaz - jest siostrą Diba, maniaczka gier i wszelkich umożliwiających granie urządzeń, bardzo cyniczna i mściwa, nie cieszy jej nic poza grami i jedzeniem ulubionej pizzy.
- Wszechmocni Najwyżsi - dwaj najwyżsi wśród Irkenów obcy, stojący na szczycie drabiny społecznej, z której kontrolują poczynania całego wszechświata i planują kolejne, uwielbiane przez Irkenów, inwazje. Jeden z nich ma czerwoną parę oczu, a drugi fioletową. W czasie planowania "Nadchodzącej Zagłady 2" wpadli na pomysł wysłania Zima na "tajemniczą planetę - Ziemię", z nadzieją, że nigdy tam nie dotrze lub przynajmniej utknie na zawsze i już nigdy nie powróci by zepsuć jakąś inwazje.

## Spis odcinków
| Premiera odcinka                | N/o | Angielski tytuł                           |
| ------------------------------- | --- | ----------------------------------------- |
|                                 |     |                                           |
| PILOT                           |     |                                           |
|                                 |     |                                           |
|                                 | 00  | Invader Zim                               |
|                                 |     |                                           |
| SERIA PIERWSZA                  |     |                                           |
|                                 |     |                                           |
|                                 | 01  | The Nightmare Begins                      |
|                                 |     |                                           |
|                                 | 02  | Bestest Friends                           |
| Dark Harvest                    | 02  |                                           |
|                                 |     |                                           |
|                                 | 03  | Parent Teacher Night                      |
| Walk of Doom                    | 03  |                                           |
|                                 |     |                                           |
|                                 | 04  | Germs                                     |
| NanoZim                         | 04  |                                           |
|                                 |     |                                           |
|                                 | 05  | Attack of the Saucer Morons               |
| The Wettening                   | 05  |                                           |
|                                 |     |                                           |
|                                 | 06  | Carrer Day                                |
| Battle Dib                      | 06  |                                           |
|                                 |     |                                           |
|                                 | 07  | Planet Jackers                            |
| Bad, Bad Rubber Piggy           | 07  |                                           |
|                                 |     |                                           |
|                                 | 08  | Raise of the Zitboy                       |
| Invasion of the Idiot Dog Brain | 08  |                                           |
|                                 |     |                                           |
|                                 | 09  | A Room with a Moose                       |
| Hamstergeddon                   | 09  |                                           |
|                                 |     |                                           |
|                                 | 10  | Plauge of Babies                          |
| Bloaty's Pizza Hog              | 10  |                                           |
|                                 |     |                                           |
|                                 | 11  | Door to Door                              |
| FBI Warning of Doom             | 11  |                                           |
|                                 |     |                                           |
|                                 | 12  | Bolognius Maximus                         |
| Game Slave 2                    | 12  |                                           |
|                                 |     |                                           |
|                                 | 13  | Battle of the Planets                     |
|                                 |     |                                           |
|                                 | 14  | Mysterious Mysteries                      |
| Abducted                        | 14  |                                           |
|                                 |     |                                           |
|                                 | 15  | Hobo 13                                   |
| Future Dib                      | 15  |                                           |
|                                 |     |                                           |
|                                 | 16  | Halloween Spectacular of Spooky Doom      |
|                                 |     |                                           |
|                                 | 17  | The Sad, Sad Tale of Chickenfoot          |
| GIR Goes Crazy and Stuff        | 17  |                                           |
|                                 |     |                                           |
|                                 | 18  | Lice                                      |
| Walk for Your Lives             | 18  |                                           |
|                                 |     |                                           |
|                                 | 19  | Dib's Wonderful Life of Doom              |
| Megadoomer                      | 19  |                                           |
|                                 |     |                                           |
|                                 | 20  | Tak: The Hideous New Girl                 |
|                                 |     |                                           |
| SERIA DRUGA                     |     |                                           |
|                                 |     |                                           |
|                                 | 21  | Backseat Drivers from Beyond the Stars    |
|                                 |     |                                           |
|                                 | 22  | Mortos Der Soulstealer                    |
| The Girl who Cried Gnome        | 22  |                                           |
|                                 |     |                                           |
|                                 | 23  | The Frycook What Came from All That Space |
|                                 |     |                                           |
|                                 | 24  | The Voting of the Doomed                  |
| Vindicated!                     | 24  |                                           |
|                                 |     |                                           |
|                                 | 25  | Zim Eats Waffles                          |
| Dibship Rising                  | 25  |                                           |
|                                 |     |                                           |
|                                 | 26  | Gaz, Taster of Pork                       |
|                                 |     |                                           |
|                                 | 27  | The Most Horrible X-Mas Ever              |
|                                 |     |                                           |

### Niedokończone odcinki drugiej serii
Autor kreskówki, Jhonen Vasquez planował dokończenie drugiej serii, jednak nie zdążył tego zrealizować, ponieważ podano informację o anulowaniu dalszej części serialu przez Nickelodeon z powodu jego niskiej  oglądalności i panującego w nim mrocznego klimatu. Mimo to, większość odcinków ma gotowy skrypt i nagrane głosy.

27. Roboparents Go Wild/Simon Sez Doom

28. Invader Poonchy/Nubs of Doom

30. 10 Minutes to Doom/GIR's Big Day

31. Return of Keef/Day of da Spookies

32. Mopiness of Doom/Those!

33. Top of the Line

34. The Trial

35. It Feeds on Noodles/Pants! (When Pants Ruled!)

36. Squishy: Hugger of Worlds